# Кашина Монастеро (Новара)
Кашина Монастеро је насеље у Италији у округу Новара, региону Пијемонт.
Према процени из 2011. у насељу је живело 26 становника. Насеље се налази на надморској висини од 238 м.